# Eudemão (conde)
Eudemão (em latim: Eudaemon; em grego: Ευδαιμων; romaniz.: Eudaimon) foi um oficial bizantino do século V, ativo durante o segundo reinado do imperador Zenão (r. 474–475; 476–491). Conde, é mencionado em 481, quando emitiu uma ordem de pagamento de trigo.